# 加內科戈爾塔山
加內科戈爾塔山（西班牙語：Ganekogorta），是西班牙的山峰，位於該國北部巴斯克地區，處於比斯開省和阿拉瓦省的交界處，屬於巴斯克山脈的一部分，海拔高度998米。